# Bazilika v Vézelayu
Bazilika v Vézelayu je ostanek opatije Vézelay (francosko Abbaye Sainte-Marie-Madeleine de Vézelay), benediktinskega in clunyjskega samostana v Vézelayu v vzhodno-osrednjem francoskem departmaju Yonne. Zgrajena je bila med letoma 1120 in 1150. Benediktinska opatijska cerkev, danes bazilika Sainte-Marie-Madeleine (svete Marije Magdalene), s svojim kompleksnim programom podob v kiparskih kapitelih in portalih je ena največjih mojstrovin burgundske romanske umetnosti in [[romanska arhitektura|arhitekture]g. Stavba, ki so jo leta 1569 opustošili hugenoti, je bila v 17. in 18. stoletju zanemarjena, v času francoske revolucije pa je bila še dodatno poškodovana.
Cerkev in hrib v Vézelayu sta bila leta 1979 zaradi njunega pomena v srednjeveškem krščanstvu in izjemne arhitekture dodana na seznam svetovne dediščine UNESCO.
V baziliki si lahko ogleda relikvije Marije Magdalene.

## Zgodovina
Benediktinska opatija Vézelay je bila ustanovljena, tako kot številne opatije, na zemljišču, ki je bilo pozno rimska vila Vercellus (Vercelle je postal Vézelay). Vila je prešla v roke Karolingov in prešla v roke karolinškega grofa Girarta iz Roussillona. Dva samostana, ki ju je tam ustanovil, so v 8. stoletju oropali in razgnali mavrski plenilci, normanski plenilci pa so požgali samostan na vrhu hriba. V 9. stoletju je bila opatija ponovno ustanovljena pod vodstvom Badila, ki je postal podružnica reformiranega benediktinskega reda Cluny. Vézelay je stal tudi na začetku ene od štirih glavnih poti skozi Francijo za romarje, ki so potovali v Santiago de Compostela v Galiciji, v severozahodnem kotu Španije.
Okoli leta 1050 so menihi iz Vézelaya začeli trditi, da hranijo relikvije Marije Magdalene, ki jih je, kot so rekli, iz Svete dežele prinesel bodisi njihov ustanovitelj in svetnik Badilo iz 9. stoletja bodisi odposlanci, ki jih je poslal. Malo kasneje je menih iz Vézelaya izjavil, da je v kripti v St-Maximinu v Provansi odkril, vklesano na praznem sarkofagu, upodobitev maziljenja v Betaniji, ko je Jezusovo glavo mazilila Marija iz Betanije, za katero so v srednjem veku domnevali, da je Marija Magdalena. Menihi iz Vézelaya so razglasili, da je to grobnica Marije Magdalene, iz katere so njene relikvije prenesli v njihovo opatijo. Osvobojeni ujetniki so nato v opatijo prinesli svoje verige kot votivne predmete, novoizvoljeni opat Geoffroy pa je leta 1037 dal železne dele staliti in jih prekovati v kovano železno ograjo, ki je obdajala Magdalenin oltar. Tako je bila postavitev enega najlepših primerov romanske arhitekture, ki je sledila, omogočena zaradi romarjev k razglašenim relikvijam in teh otipnih primerov, ki dokazujejo učinkovitost molitev. Marija Magdalena je prototip spokornice, Vézelay pa je ostal pomembno romarsko mesto za katoliške vernike, čeprav so hugenoti v 16. stoletju sežgali dejanske razglašene relikvije.
Da bi se prilagodili pritoku romarjev, se je začela gradnja nove opatijske cerkve, ki je bila posvečena 21. aprila 1104, vendar so stroški gradnje tako povečali davčno breme na opatijskih zemljiščih, da so se kmetje uprli in ubili opata. Naval romarjev je bil takšen, da je bil zgrajen razširjen narteks (zaprta veranda), ki ga je leta 1132 odprl papež Inocenc II., da bi lažje sprejel množico romarjev.
Sveti Bernard iz Clairvauxa je na veliko noč leta 1146 v Vézelayu pred kraljem Ludvikom VII. pridigal v prid drugi križarski vojni. Tam sta se srečala Rihard I. Levjesrčni in Filip II. Francoski in leta 1190 preživela tri mesece v opatiji, preden sta se odpravila na tretjo križarsko vojno. Tomaž Becket je v izgnanstvu leta 1166 izbral Vézelay za svojo binkoštno pridigo, v kateri je napovedal izobčenje glavnih podpornikov svojega angleškega kralja Henrika II. in kralju zagrozil z izobčenjem. Ladja, ki je bila enkrat pogorela z veliko izgubo življenj, je leta 1165 ponovno pogorela, nakar je bila obnovljena v sedanji obliki.
Samozavestna meniška skupnost opatije je bila pripravljena braniti svoje svoboščine in privilegije pred vsemi prišleki: škofi iz Autuna, ki so izpodbijali njene zahteve po izvzetju; grofi iz Neversa, ki so zahtevali pristojnost na svojem sodišču in pravice do gostoljubnosti v Vézelayu; opatije Cluny, ki je reformirala svojo oblast in si prizadevala ohraniti nadzor nad opatom znotraj svoje hierarhije; meščani Vézelaya, ki so zahtevali vsaj malo komunalne samouprave.
Začetek propada Vézelaya je sovpadal z dobro odmevno odkritjem trupla Marije Magdalene leta 1279 v Saint-Maximin-la-Sainte-Baume v Provansi, ki mu je kraljevsko pokroviteljstvo podelil Karel II. Anžujski, kralj Sicilije. Ko je Karel v La Sainte-Baumeu ustanovil dominikanski samostan, so svetišče našli nedotaknjeno, z napisom, ki je pojasnjeval, zakaj so bile relikvije skrite. Lokalni dominikanski menihi so sestavili poročilo o čudežih, ki so jih te relikvije storile. To odkritje je spodkopalo položaj Vézelaya kot glavnega svetišča Magdalene v Evropi.
Po revoluciji je bil Vézelay v nevarnosti, da se zruši. Leta 1834 je novoimenovani francoski inšpektor zgodovinskih spomenikov, Prosper Mérimée (bolj znan kot avtor novele Carmen), opozoril, da se bo cerkev zrušila, in na njegovo priporočilo je bil mladi arhitekt Eugène Viollet-le-Duc imenovan za nadzor obsežne in uspešne obnove, ki je bila izvedena v več fazah med letoma 1840 in 1861, med katero je njegova ekipa zamenjala velik del preperelih in vandaliziranih skulptur. Ločni oporniki, ki podpirajo ladjo, so njegovi.

## Glavna cerkev
Cerkev Sainte-Marie-Madeleine je triladijska bazilika z zunanjo dolžino 120 metrov in zelo dolgo ladjo (deset ozkih pravokotnih odprtin), komaj štrlečim transeptom in ambulatornim korom z venčnimi kapelami. Ladja, zgrajena med letoma 1120 in 1140, kaže povsem romanske oblike. Zahodna fasada, zasnovana med letoma 1145 in 1260 (jugozahodni stolp), predstavlja prehod iz romanike v gotiko. Kor, zgrajen med letoma 1185 in 1215, je zgodnje gotski z rahlimi romanskimi reminiscencami.
Izvor materialov, uporabljenih za gradnjo opatije in bazilike sv. Marije Madeleine, je uporabljala kamnine, iz katerih so bili pridobljeni naravni kamniti bloki in material za stebre, ni znan. Med letoma 1840 in 1946 je arhitekt Viollet-le-Duc raziskal več možnih kamnolomov, katerih kamninske usedline so bile najbližje prvotnemu materialu, pri čemer je pri izbiri pomembno vlogo igrala ne le barva, temveč tudi trdota kamnine. Grobo, trdo kamnino je bilo mogoče dobiti iz kamnoloma v bližini Vézelaya in iz kamnoloma La Mance ter v regiji Courson-les-Carrières. Nekdanji kamnolom je morda imel odločilno vlogo pri prvotni izbiri lokacije za projekt gradnje cerkve v Vézelayu. Za obnovo stebrov in monolitnih stebrov, zlasti na območju kora, je bil izbran trdi, rumenkasto bel apnenec iz kamnoloma Coutarnoux. Ta apnenec je mogoče fino polirati, kar je pomembno za notranjost cerkve.
Arhitektura zahodne fasade jasno kaže, da je bila cerkev namenjena dvema stolpoma, obrnjenima proti zahodu; odsotnost severozahodnega stolpa ustvarja asimetrijo v fasadi, ki je nenavadna za francoske cerkve. Desni, jugozahodni stolp sv. Mihael je pravokoten in visok le 38 m, saj višji zvonik med obnovo ni bil obnovljen. Cerkev ima na severni strani križni stolp, stolp Saint-Antoine, ki je visok 35 m.

### Ladja
Tako glavna ladja kot stranske so prekrite z polkrožnimi oboki, kar je v skladu s klasičnimi oblikami romanskega sloga. Vézelay pa uporablja le krožne loke, stenska konstrukcija je dvonadstropna, ladja pa je prekrita z križnim obokom. Cerkev v Anzy-le-Ducu velja za vzor te strukture. Cerkev sv. Lazarja v sosednjem Avallonu je prav tako primerljiva. Izmenična barva kamnitih plasti v arkadah in prečnih lokih ima precedense, ki segajo v karolinško obdobje, na primer v Palatinski kapeli v Aachnu, zgrajeni med letoma 795 in 803 po bizantinskih vzorih, ali v bližnji opatijski cerkvi sv. Philiberta v Tournusu, ki se je začela graditi okoli leta 1020. Zgornja meja ladijskega zidu je razdeljena na dve coni, pri čemer so posamezni križni oboki ločeni z diferenciranim sistemom stenskih izboklin. Osrednja in stranski ladji imata številne dovršene, figurativno ali cvetlično okrašene kapitele.
To postavlja Vézelay na edinstveno mesto v Burgundiji. Romanska arhitektura cerkve je sledila vzoru (tretje) cerkve mogočne benediktinske opatije Cluny, zgrajene po letu 1088. Clunyjski arhitekturni sistem, ki je še vedno jasno viden v priorski cerkvi Sacré-Cœur v Paray-le-Monialu in katedrali sv. Lazarja v Autunu, se od drugih romanskih slogov razlikuje po uporabi koničastih lokov v arkadah ter v banjastih in križnih obokih, ne pa tudi v oknih, in po tridelni stenski strukturi, ki jo sestavljajo arkade, triforij in svetlobno steno. Presenetljiva podobnost med ladjo Vézelay in (izgubljeno) ladjo Cluny III je uporaba opornikov, ki so pogosto veljali za zaščitni znak gotskih bazilik že v romanskem obdobju.
Dimenzije ladje so 62,5 m dolge in 50 m široke (19 m široke v osrednji ladji in 12 m v stranskih ladjah). Notranje višine se gibljejo od višine oboka 18,6 m v osrednji ladji do višine oboka 22 m.
Med obnovo lesenega ogrodja, rešetk in nosilne konstrukcije, vključno s tisto za odre, od leta 1840 naprej je Viollet-le-Duc veliko pozornosti namenil ekonomični izbiri vrst lesa in izkoristku hlodov. Nekoč priljubljen posušen hrast zaradi cene lesa ni bil edina izbira; glede na konstrukcijske zahteve so bile uporabljene kombinacije hrasta in tako imenovanega zelenega lesa iz jelke in topole. Arhitekt je postavil stroge standarde za izkoristek kupljenih hlodov, pri čemer v Vézelayu ni bilo mogoče ohraniti 7/8 efektivnega izkoristka lesa, zato je bilo treba sprejeti izgubo 1/5.

### Kor
V nasprotju z ladjo ima zgodnjegotski kor v Vézelayu tristopenjsko stensko strukturo, ki jo sestavljajo arkade pohodnega dela, arkade galerije in svetlobno nadstropje. Pohodne arkade so šilasti loki. Arkade galerije so zasnovane kot bifore, s šilastimi ločnimi odprtinami, vendar še vedno z okroglimi previsi. Okna svetlobnega nadstropja so šilasti loki, čeprav še vedno brez okraskov, vendar so zgornji ščitni loki okrogli. Kot pri mnogih gotskih cerkvah v Franciji, nenazadnje pri Notre-Dame de Paris, so nosilci v pritličju stebri, bogoslužja, značilna za gotsko arhitekturo, pa se začnejo šele na njihovih kapitelih.
Dimenzije zbora so 26,6 m v dolžino, 10,65 m v širino in 22 m v višino pod kornim obokom.

### Kripta
Kripta se nahaja pod dvignjenim korom. Dolga je 19 m in široka 9,20 m. Ima križni obok, ki ga podpira dvanajst stebrov različnih velikosti. Kripta naj bi vsebovala relikvije Marije Magdalene. Zaradi pogodbenega sporazuma med cerkvijo Vézelay in cerkvijo Saint-Maximin-la-Sainte-Baume je domnevna lobanja Marije Magdalene shranjena v relikviariju v kripti gotske bazilike Saint-Maximin-la-Sainte-Baume.

### Kapiteli
Kapiteli v Vézelayu izvirajo iz obdobja med letoma 1120 in 1140. Od 99 kapitelov v ladji jih je bilo v 19. stoletju le nekaj zamenjanih s kopijami originalov. Osrednji temi kapitelov v Vézelayu so upodobitve dobrega in zla v različnih primerih.
Najbolj znan kapitel je Mistični mlin. Moški v kratki obleki s čevlji na nogah stresa žito v mlin, medtem ko drugi, bos in oblečen v belo togo, pobira moko. Prva figura je Mojzes; žito, ki ga strese v mlin, predstavlja postavo Stare zaveze, ki jo je prejel od Boga na gori Sinaj. Kristus je simbolično predstavljen v mlinu, ki melje žito (kolo je označeno s križem). Moški, ki lovi žito, predstavlja apostola Pavla, moka sama pa predstavlja postavo Nove zaveze, nove pravičnosti. Mojzesova postava je res vsebovala resnico, vendar je bila skrita resnica, skrita kot moka v žitu. Šele po Kristusovi žrtvi na križu se je spremenila v to moko, ki jo je mogoče vsrkati s kruhom: in to je nova postava evangelija Jezusa Kristusa, ki jo je sveti Pavel sprejel po Božji zapovedi, da bi jo širil naprej.
Znan je tudi kapitel, ki prikazuje obešenega Judo, ki ga Dobri pastir odnaša na ramenih. Papež Frančišek je o tej podobi, ki se ga je, kot je dejal, »globoko dotaknila«, dejal: »To je bila teologija srednjega veka, kot so jo učili menihi. Gospod odpušča do samega konca.«
- Mistični mlin
- Evstahij lovi jelena
- Obup in poželenje
- Smrt bogatega požrešnika
- Štirje vetrovi
- Jakobov boj z angelom
- Izakov blagoslov Jakoba
- Ples okoli zlatega teleta
- David premaga Goljata
- Daniel v levjem brlogu

## Interpretacija timpanona
Timpanon osrednjega portala cerkve Madeleine de Vézelay se razlikuje od podobnih cerkva po Evropi. Njegov timpanon je bil že od samega začetka zasnovan posebej za duhovno obrambo križarskih vojn in za prikaz krščanske alegorije na poslanstvo križarjev. V primerjavi s sodobnimi cerkvami, kot sta Autunska stolnica in samostan sv. Petra, Moissac, postane posebnost Vézelaya očitna.
Umetnostni zgodovinar George Zarnecki je zapisal: »Večini ljudi izraz romanska skulptura prikliče v spomin velik cerkveni portal, na katerem prevladuje timpanon z izrezljano apokaliptično vizijo, običajno Poslednjo sodbo.« To drži v večini primerov, vendar je Vézelay izjema. V članku iz leta 1944 je Adolf Katzenellenbogen interpretiral Vézelayev timpanon kot sklicevanje na prvo križarsko vojno in upodabljanje binkoštnega poslanstva apostolov.
Trideset let preden je bil izklesan Vézelayjev timpanon, je papež Urban II. načrtoval, da bo v La Madeleine objavil svoj poziv k križarski vojni. Leta 1095 je Urban spremenil svoje načrte in na koncilu v Clermontu pridigal za prvo križarsko vojno, vendar je Vézelay ostal osrednja osebnost v zgodovini križarskih vojn. Timpanon je bil dokončan leta 1130. Petnajst let po njegovi dokončanju je Bernard iz Clairvauxa izbral Vézelay za kraj, od koder bo pozval k drugi križarski vojni. Vézelay je bil celo izhodišče za tretjo križarsko vojno. Tam sta se srečala angleški kralj Rihard Levjesrčni in francoski kralj Filip Avgust ter združila svoji vojski za skupno zahodno invazijo na Sveto deželo. Zato je primerno, da Vézelayjev portal odraža njegovo mesto v zgodovini križarskih vojn.
Umetnostni zgodovinar Peter Low zagovarja osrednji timpanon kot vizualizacijo binkošti in odlomka iz 2. poglavja pisma Efežanom – ki laikom na obisku oznanja načela benediktinskega meništva, romarjem pa obseg in doseg univerzilizirajoče se cerkve, ki sprejema »celoten, celo pošasten obseg prebivalcev sveta«.

### Preklada
Preklada portala Vézelay prikazuje »brezbožne« ljudi sveta. Gre za upodobitev prve binkoštne misije, ki je širila Božjo besedo vsem ljudem sveta. Figure v timpanonu, ki niso prejele Božje besede, so upodobljene kot ne povsem človeške. Nekatere so prikazane s prašičjimi gobci, druge so deformirane, več pa jih je upodobljenih kot škrati. Še posebej en pritlikavec je upodobljen, kako se s pomočjo lestve vzpenja na konja. Na skrajni desni je moški s slonovimi ušesi, v sredini pa vidimo moškega, prekritega s perjem. Arhitekti in obrtniki so nevernike upodobili kot fizično groteskne, da bi vizualno prikazali njihovo moralno sprevrženost. To je neposreden odraz zahodnega dojemanja tujcev, kot so bili Mavri, ki so bili posebej tarča križarjev. Celo papež Urban II. je v svojem pozivu k križarski vojni pomagal pri spodbujanju tega etnocentričnega dojemanja Turkov, tako da je zahodnjake pozval, naj »iztrebijo to nizkotno raso«. Večina zahodnjakov ni imela pojma, kako so videti Turki in muslimani in so domnevali, da mora odsotnost krščanstva sovpadati z odvratnimi fizičnimi lastnostmi. Trdi se tudi, da so nevernike izklesali kot deformirane pošasti, da bi jih razčlovečili. Z razčlovečenjem svojih sovražnikov v umetnosti je bila poveličana in posvečena misija križarjev, da zavzamejo Sveto deželo in spreobrnejo ali ubijejo muslimane. Vézelayjeva preklada je torej politična in verska izjava.

### Primerjava z drugimi sodobnimi portali
Vézelayeva politična motivacija postane še toliko bolj očitna v primerjavi s sodobnimi zasnovami portalov iz drugih cerkva po Franciji. Vézelayeva preklada je drugačna, vendar jo je mogoče primerjati z drugimi romanskimi portalnimi skulpturami tistega časa. Je primerljiva s preklado sv. Lazarja v Autunu, saj obe prikazujeta ljudi, ki so grešili. Medtem ko je Vézelayeva preklada posvečena upodobitvi poganov, Autunova preklada prikazuje preklete duše na sodni dan. Podobnost med obema prekladama je v veliki meri posledica dejstva, da je bil isti mojster obrtnik, mojster Gislebertus, glavni arhitekt na obeh lokacijah. »Gislebertus ... je svojo kariero začel v Clunyju, nato je delal na prvotni zahodni fasadi v Vézelayu in se okoli leta 1120 preselil v Autun.« Poleg tega sta si oba timpanona podobna, saj sledita tradiciji postavljanja pretiranega Kristusa v središče podobe. Tu pa se podobnost konča. Autun je bolj tradicionalen in tipičen za romanske portalne rezbarije. Upodablja Drugi prihod, kar je priljubljena in tipična upodobitev v romanski umetnosti. V njem je veliko grozljivih podob demonov. Cilji obeh različnih timpanonov se odražajo v njuni zasnovi; Autun je zasnovan tako, da ljudi prestraši, da se vrnejo v cerkev, medtem ko je Vézelay zasnovan kot politična izjava v podporo križarskim vojnam.

### Spodnji predelki
Spodnji štirje predelki Vézelayevega timpanona prikazujejo narode, ki so že prejeli evangelije. Med njimi so Bizantinci, Armenci in Etiopijci. Vključitev Bizantincev je še posebej pomembna, ker so Bizantinci sprva zahtevali križarsko vojno v Sveto deželo. Bizantinci so zaradi vojskovanja izgubili Jeruzalem proti Seldžuškim Turkom in so si želeli zahodne vojaške podpore, da bi si povrnili to ozemlje.
Liki v spodnjih Vézelayevih predelkih so kraljevski in dobro proporcionalni. So v neposrednem nasprotju s svojimi poganskimi dvojniki v prekladi. So človeški, ne pa pošastni. V očeh oblikovalcev so prejeli Božjo milost in so zato v vseh podrobnostih prikazani kot popolnoma človeški. Te predelke lahko torej razumemo kot alegorijo za križarske narode. Križarske vojske so bile sestavljene iz številnih različnih narodnosti, ki jih je povezovala le vera v istega Boga. Narodi, ki so se prej bojevali med seboj, so se nenadoma združili za skupni cilj. Spodnji predelki timpanona so izraz te novoodkrite solidarnosti.

### Zgornji predelki
Medtem ko spodnji štirje predelki predstavljajo krščanske narode, zgornji štirje predelki predstavljajo drugo poslanstvo apostolov. Po Svetem pismu so »apostoli storili veliko čudežev in znamenj«. Med temi čudeži so bili ozdravljenje bolnih in izganjanje demonov in hudičev. Ta dejanja so predstavljena v zgornjih štirih predelkih timpanona Vézelay. V enem predelku je prikazan par gobavcev z začudenim pogledom, ko primerjata ude, ki so bili čudežno ozdravljeni. Demoni so analogni nekristjanom, ki naseljujejo sveto deželo. Papež Urban je glede turškega prevzema svetih dežel dejal: »Kakšna sramota, da tako zaničevalna, degenerirana in od demonov zasužnjena rasa tako premaga ljudstvo, obdarjeno z vero v Vsemogočnega Boga!« Ni težko videti vzporednice med apostolskim poslanstvom izganjanja demonov in oblikovalčevim pogledom na poslanstvo križarjev, da izženejo »raso ... zasužnjeno od demonov«. To je še en dokaz o nenavadnih političnih motivih Vézelayjevega portala.

### Osrednji portal
Osrednji del Vézelayevega timpanona nadaljuje ta proces politizacije religije. Osrednji timpanon prikazuje dobrohotnega Kristusa, ki posreduje svoje sporočilo apostolom, ki ga obkrožajo na obeh straneh. Ta Kristus se v romanski arhitekturi razlikuje. Je močan kontrast jeznemu Kristusu iz timpanona sv. Petra v Moissacu. Moissacov Kristus je prepovedujoča figura, ki sedi na sodnem prestolu. Je še en primer tipičnega romanskega Kristusa. Njegov obraz je brez skrbi ali čustev. Drži zvitke, ki vsebujejo dejanja človeštva, in je pripravljen izvršiti kazen nad prekletimi. Vézelayev Kristus pa je upodobljen kontraposto z razprtimi rokami. Posreduje sporočilo, ne pa zahteva kazni. Vézelayev timpanon je izjemen, ker je tako drugačen. Vézelayev Kristus pošilja križarje – ne sodi jih. Križarjem je bilo zagotovljeno odpuščanje vseh grehov, če so sodelovali v križarskih vojnah. Prepovedujoč Kristus na sodnem prestolu bi bil v Vézelayu neprimeren. Zato je bil tradicionalni romanski Kristus z jeznim pogledom v Vézelayu nadomeščen s prijaznim in gostoljubnim Kristusom z odprtimi rokami.

## Astronomska poravnava
Leta 1976 je Hugues Delautre, eden od frančiškanskih očetov, zadolženih za upravljanje svetišča v Vézelayu, odkril, da arhitektura La Madeleine poleg običajne orientacije stavbe vzhod-zahod v svojo zasnovo vključuje tudi relativne položaje Zemlje in Sonca. Vsak junij, tik pred praznikom svetega Janeza Krstnika, se astronomske dimenzije cerkve razkrijejo, ko sonce doseže najvišjo točko v letu, ob lokalnem poldnevu na poletni solsticij, ko sončna svetloba, ki prihaja skozi okna južnega svetlobnega nadstropja, meče vrsto osvetljenih pik natančno vzdolž vzdolžnega središča tal ladje.